# Koňkovaja
Koňkovaja (rusky Коньковая) je řeka v Jakutské republice v Rusku. Je dlouhá 141 km od soutoku zdrojnic a 412 km od pramene delší z nich Velké Koňkovoj. Plocha povodí měří 6260 km², z čehož 1070 km² tvoří jezera.

## Průběh toku
Protéká po severovýchodním okraji Kolymské nížiny. Ústí do Východosibiřského moře.

## Vodní režim
Zdrojem vody jsou sněhové a dešťové srážky.